# Gare de Brocas
La gare de Brocas est une ancienne gare ferroviaire du département français des Landes, située sur la ligne de Luxey à Mont-de-Marsan. La gare est ouverte en 1906 et fermée en 1955.

## Situation ferroviaire
La gare se situe à une vingtaine de kilomètres au nord de Mont-de-Marsan, chef-lieu du département et dont la gare est l'origine sud de la ligne, et à une quinzaine de Luxey, qui en constitue l'extrémité nord. Du début de l'exploitation de la ligne, en 1906, à la mise en place d'un service plus rapide par autorail en 1937, la gare de Brocas est située à environ une heure de trajet de ces deux terminus.

## Histoire
La gare est mise en service en juin ou juillet 1906, avec l'ensemble de la ligne. Son exploitation ne diffère pas du reste de celle-ci. Le service voyageurs cesse au milieu des années 1950, le service de marchandises persistant jusqu'en 1959 sur la ligne, avant le déclassement de celle-ci l'année suivante.